# NGC 2919
NGC 2919 في الفهرس العام الجديد، هي مجرة، تقع في كوكبة الأسد. اكتشفت في 1 فبراير 1877 بواسطة فيلهلم تمبل.

## روابط خارجية
- NGC 2919 على موقع ويكي سكاي: DSS2, SDSS, GALEX, IRAS, Hydrogen α, X-Ray, Astrophoto, Sky Map, Articles and images